# درمان حمایتی

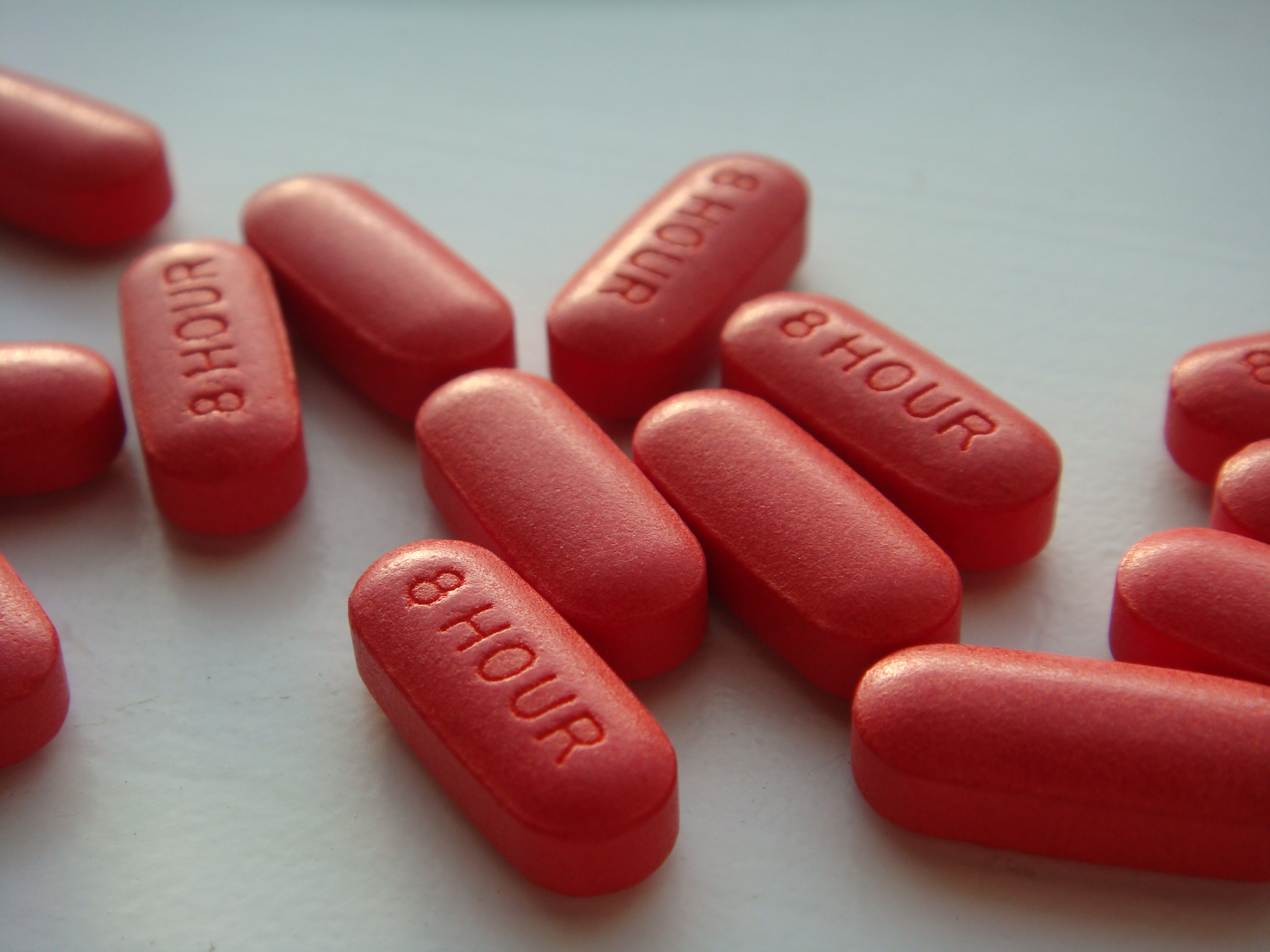
استامینوفن

درمان حمایتی یا درمان علامتی (به انگلیسی: Symptomatic treatment) اصطلاحی است در پزشکی که از آن برای اشاره به نوعی از درمان یک بیماری به کار می‌رود که تنها متمرکز بر رفع نشانه بیماری است و به رفع سبب‌شناسی بیماری (عامل اصلی بیماری) نمی‌پردازد.
از درمان حمایتی به خصوص در بیماری‌های ویروسی نظیر آنفلوآنزا استفاده می‌شود.
درمان حمایتی می‌تواند شامل این موارد باشد:
- مسکن برای درد
- داروهای ضدالتهاب برای کنترل التهاب (از جمله التهاب مفاصل)
- داروهای ضدسرفه برای کنترل سرفه
- داروهای آنتی‌هیستامین برای کنترل حساسیت